# King's Quest I: Quest for the Crown
King's Quest I: Quest for the Crown è un'avventura grafica sviluppata dalla Sierra On-Line e pubblicata dalla IBM per la piattaforma PCjr. Visto il successo del videogioco ne vennero effettuate conversioni per i sistemi Amiga, Atari ST, MS-DOS e Sega Master System. Il videogioco è il primo capitolo della serie King's Quest.

## Trama
La trama ripercorre le gesta di Graham, il più nobile e coraggioso cavaliere di Daventry, nel tentativo di recuperare per conto del re tre manufatti magici che erano stati sottratti al regno: uno specchio che predice il futuro, uno scudo che protegge dai pericoli colui che lo porta ed una cassetta sempre piena d'oro. Il successo ottenuto sancirà l'incoronazione del cavaliere a re.

## Modalità di gioco
King's Quest: Quest for the Crown, per il motore (AGI) di cui faceva uso, portò all'epoca una ventata d'innovazione nel genere dei giochi di avventura, acquisendo col tempo grande valore nella storia dei videogiochi; il suo sviluppo è stato uno dei più ambiziosi progetti della Sierra, comportando diciotto lunghi mesi d'impegno da parte del team, costituito da sei membri, ed un'ingente spesa di 700.000 dollari. Prima di Quest for the Crown, pubblicato nel 1984 per IBM PCjr, il personaggio si muoveva in uno scenario graficamente povero e statico con qualche descrizione fornita via testo: le uniche azioni possibili per interagire con l'ambiente dovevano essere digitate con la tastiera, facendo in modo che il parser "capisse" cosa volesse fare il giocatore e rispondergli di conseguenza con un'altra schermata. Il protagonista di King's Quest agiva tramite tastiera, ma con diverse animazioni per ogni azione che compiva. L'engine dava al gioco anche un'idea di prospettiva: Graham poteva camminare dietro un particolare oggetto (per esempio un albero) risultandone nascosto, oppure passargli davanti in modo da coprirne la visuale. È stato innovativo anche nell'utilizzo dei 16 colori con una particolare tecnica di dithering.
Per il successo ottenuto, ci furono diverse versioni e rifacimenti di Quest for the Crown, uno dei quali rimodernava l'intero comparto grafico e per questo fu oggetto di aspre critiche. È stata anche distribuita gratuitamente una speciale edizione VGA, realizzata amatorialmente, migliorando l'aspetto grafico e sonoro ed integrando l'interfaccia Sierra punta e clicca.